# Roland Juhász
Roland Juhász (Cegléd, Hungría, 1 de julio de 1983) es un exfutbolista húngaro que jugaba como defensa. Desde octubre de 2022 es director deportivo del MOL Fehérvár F. C.

## Clubes
| Club                     | País    | Año       |
| ------------------------ | ------- | --------- |
| MTK Hungária             | Hungría | 1999-2005 |
| BKV Előre S. C. (cedido) | Hungría | 2002      |
| R. S. C. Anderlecht      | Bélgica | 2005-2013 |
| Videoton F. C. (cedido)  | Hungría | 2013      |
| MOL Fehérvár F. C.       | Hungría | 2013-2020 |

## Palmarés

### Títulos nacionales
| Título               | Club                | País    | Año  |
| -------------------- | ------------------- | ------- | ---- |
| Copa de Hungría      | MTK Hungária        | Hungría | 2000 |
| Nemzeti Bajnokság I  | MTK Hungária        | Hungría | 2003 |
| Supercopa de Hungría | MTK Hungária        | Hungría | 2003 |
| Jupiler Pro League   | R. S. C. Anderlecht | Bélgica | 2006 |
| Supercopa de Bélgica | R. S. C. Anderlecht | Bélgica | 2006 |
| Jupiler Pro League   | R. S. C. Anderlecht | Bélgica | 2007 |
| Supercopa de Bélgica | R. S. C. Anderlecht | Bélgica | 2007 |
| Copa de Bélgica      | R. S. C. Anderlecht | Bélgica | 2008 |
| Jupiler Pro League   | R. S. C. Anderlecht | Bélgica | 2010 |
| Supercopa de Bélgica | R. S. C. Anderlecht | Bélgica | 2010 |
| Jupiler Pro League   | R. S. C. Anderlecht | Bélgica | 2012 |
| Supercopa de Bélgica | R. S. C. Anderlecht | Bélgica | 2012 |
| Nemzeti Bajnokság I  | Videoton F. C.      | Hungría | 2015 |
| Nemzeti Bajnokság I  | Videoton F. C.      | Hungría | 2018 |
| Copa de Hungría      | MOL Vidi F. C.      | Hungría | 2019 |